# フォーミュラ5000
フォーミュラ5000（Formula 5000、F5000）は1968年から1981年まで開催されていた自動車レースのカテゴリー。

## 概要
フォーミュラ5000の5000はエンジンの最大排気量を表す。アメリカ、オーストラリア、南アフリカ、イギリス、ニュージーランドで開催された。
シャーシはマーチ・エンジニアリング、ロータス、サーティース、ローラ、シェブロン等が供給していた。搭載される5リッターエンジンはシボレーの市販型OHVV8エンジン（ストックブロック）が多用され、オーストラリアではレプコ・ホールデンのエンジンも使用された。
イギリスでは1969年から開催され、南アフリカでは1968年、ニュージーランドでは1969年、オーストラリアでは1971年から開催された。その後、急速に衰退した。
南アフリカでは1973年まで、ニュージーランドとアメリカでは1976年まで開催され、イギリスは1975年まで、オーストラリアは1981年まで開催された。
1977年以降はアメリカでは単座のカナディアン-アメリカン・チャレンジカップ(Can-Am)に引き継がれた。

## ギャラリー

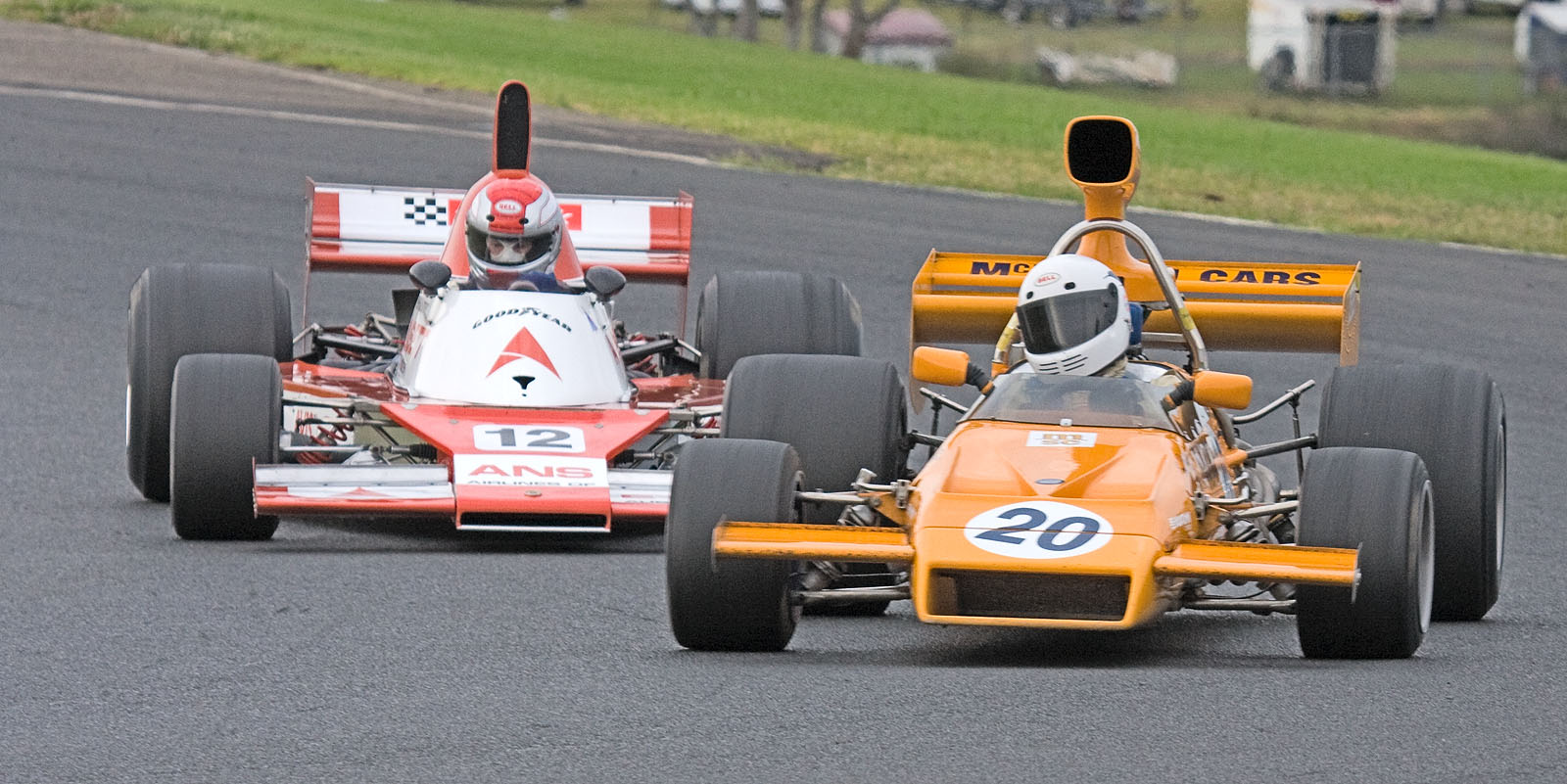
マクラーレンM22の走行
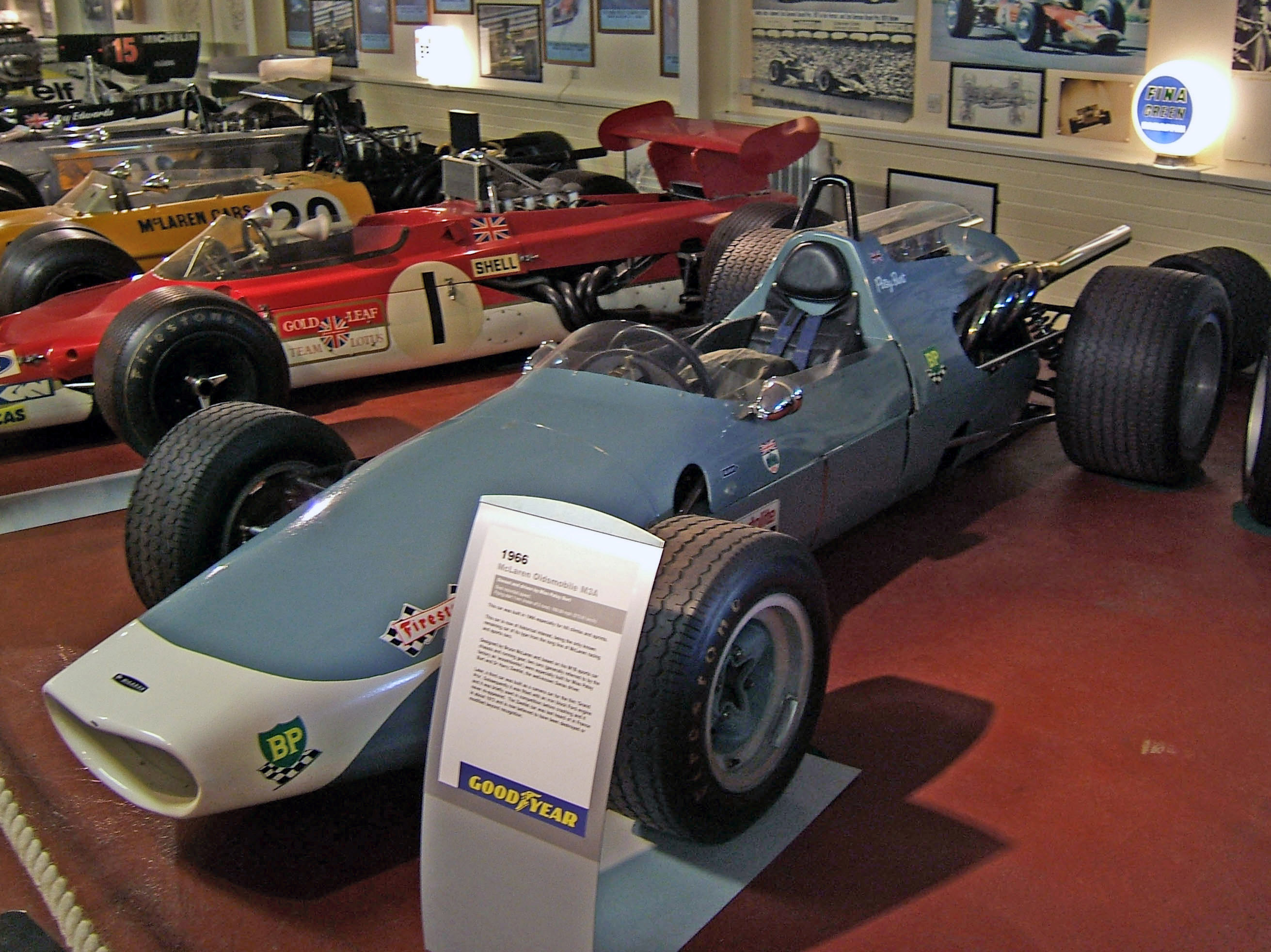
マクラーレンM3A
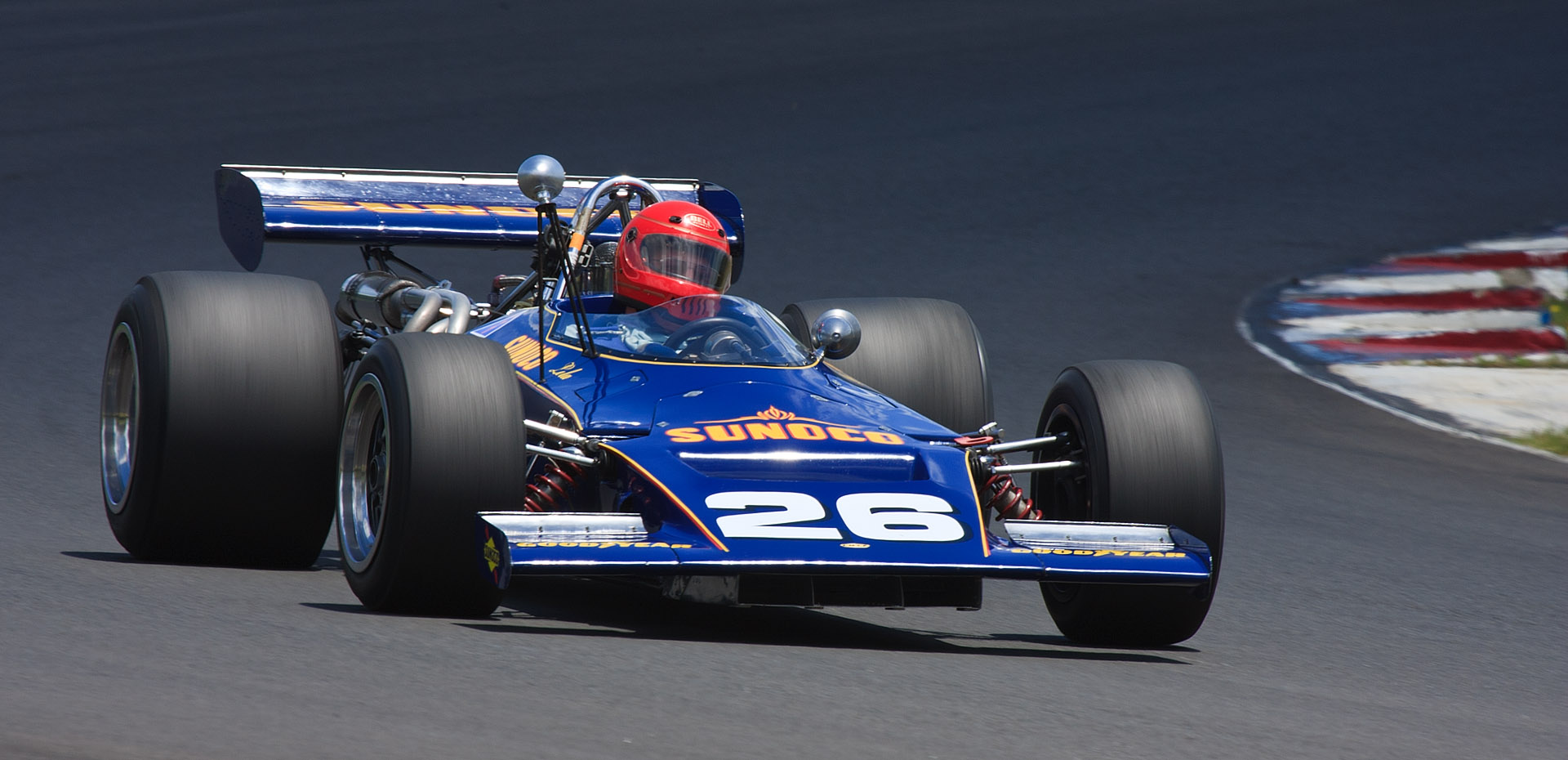
ローラT192
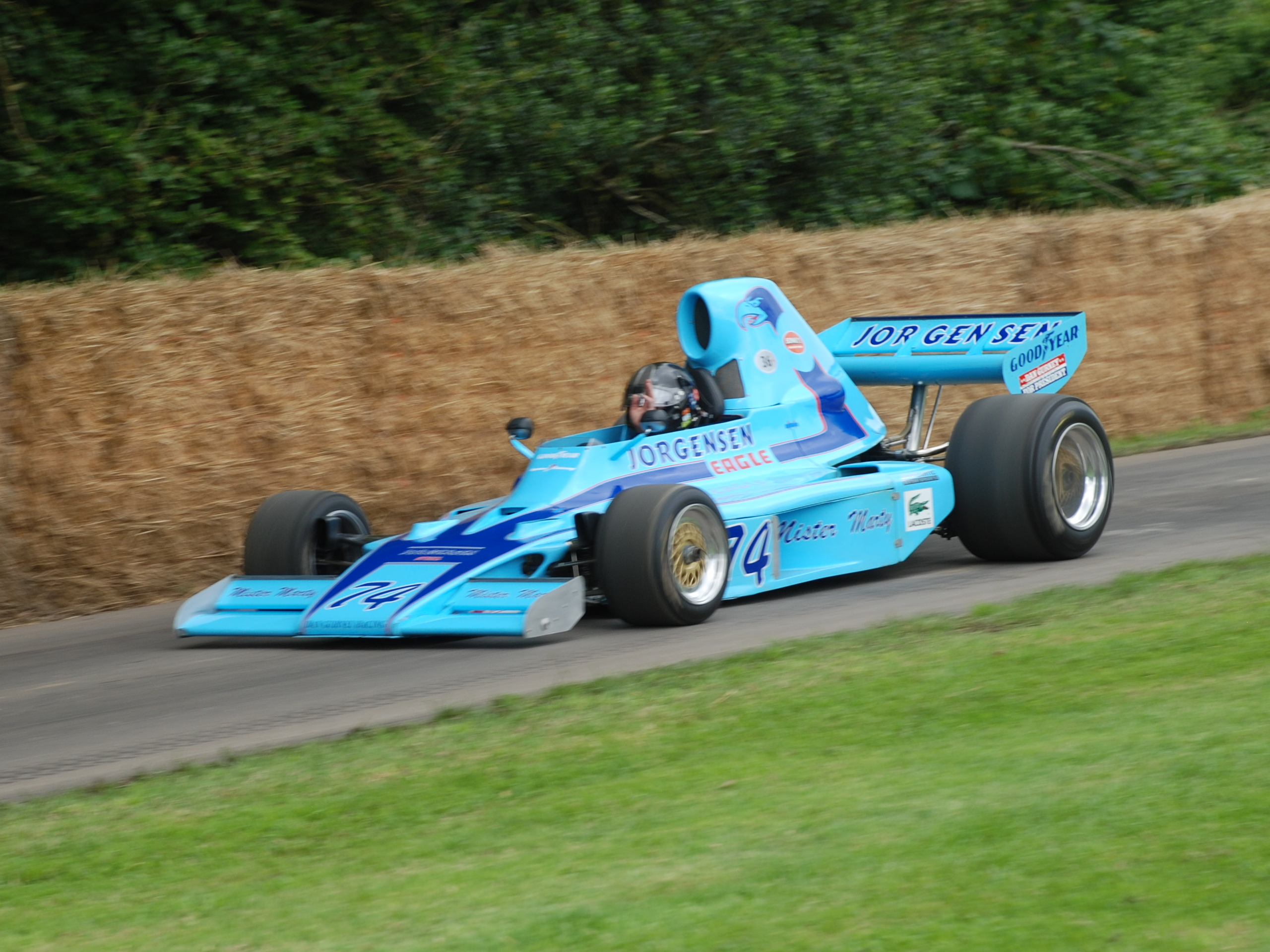
Eagle 755
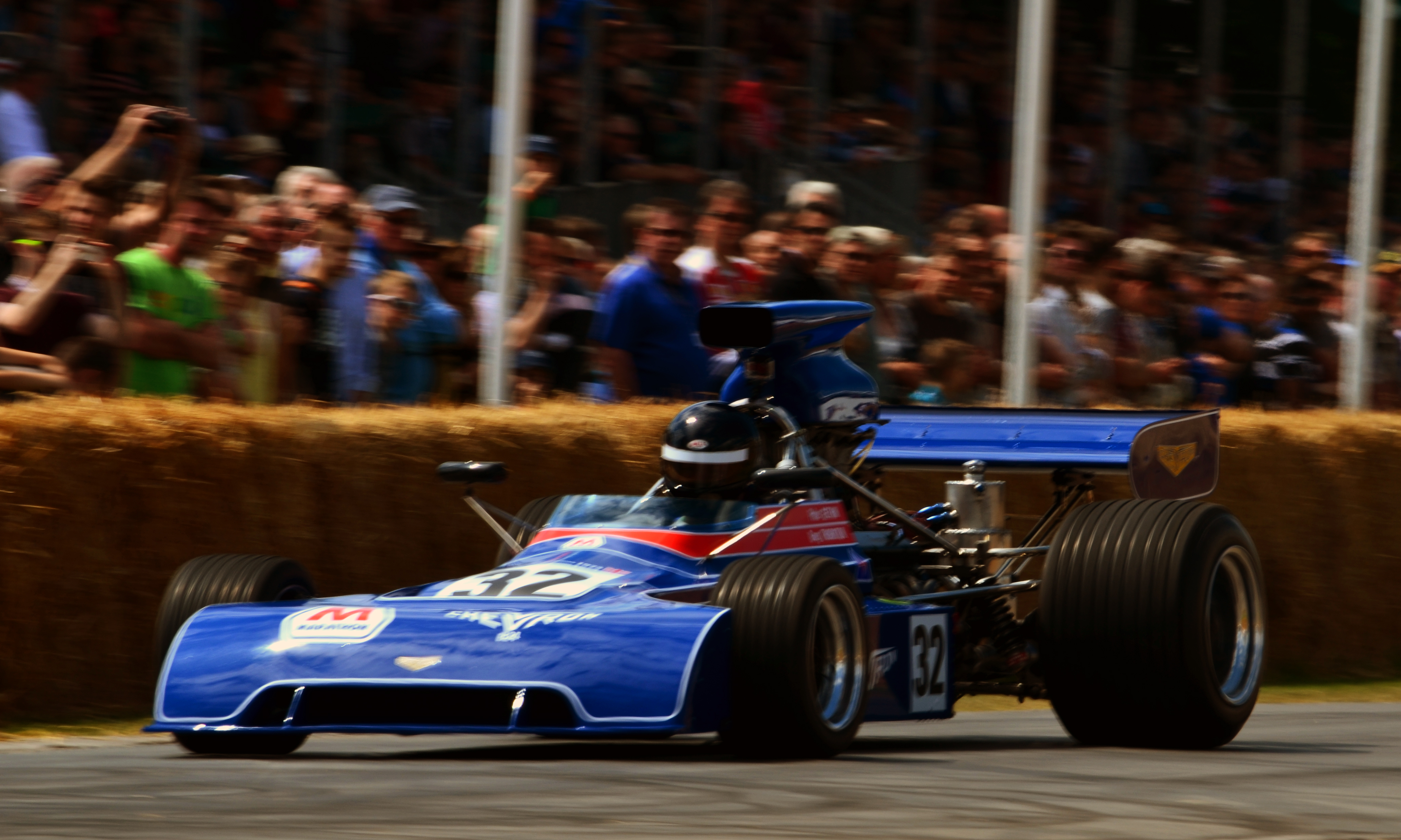
Chevron B24
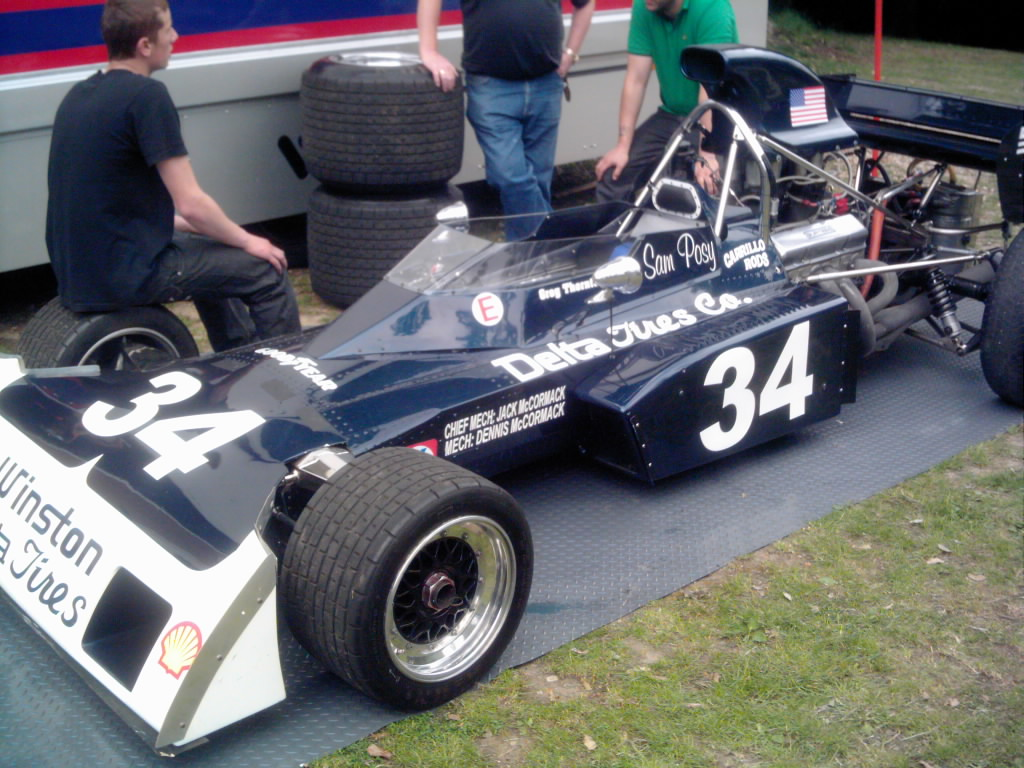
Surtees TS11